# 露叶毛毡苔科
露松科（学名：Drosophyllaceae），也称露叶毛毡苔科又名粘虫草科，只有1属1种，是单种科，分布在西班牙、葡萄牙和摩洛哥。

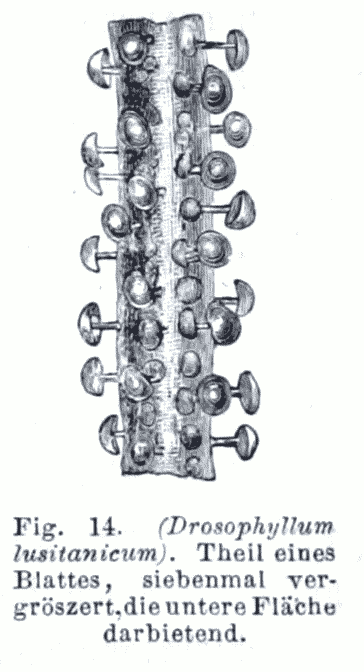
弗朗西斯·达尔文画的露叶毛毡苔分泌黏液的腺体结构

本科植物是一种食虫植物，生长在干燥的碱性土壤地带，叶长20-40厘米，伸展，叶子可以分泌甜味的黏液，吸引昆虫，昆虫被粘住后由消化液消化吸收；花相当大，直径有4厘米，黄色，花期为2月至5月；果实为蒴果，种子直径为2.5毫米。
1981年的克朗奎斯特分类法将其列在茅膏菜科中，属于猪笼草目，1998年根据基因亲缘关系分类的APG 分类法认为应该单独分出一个科，放到石竹目之下， 2003年经过修订的APG II 分类法维持原分类。

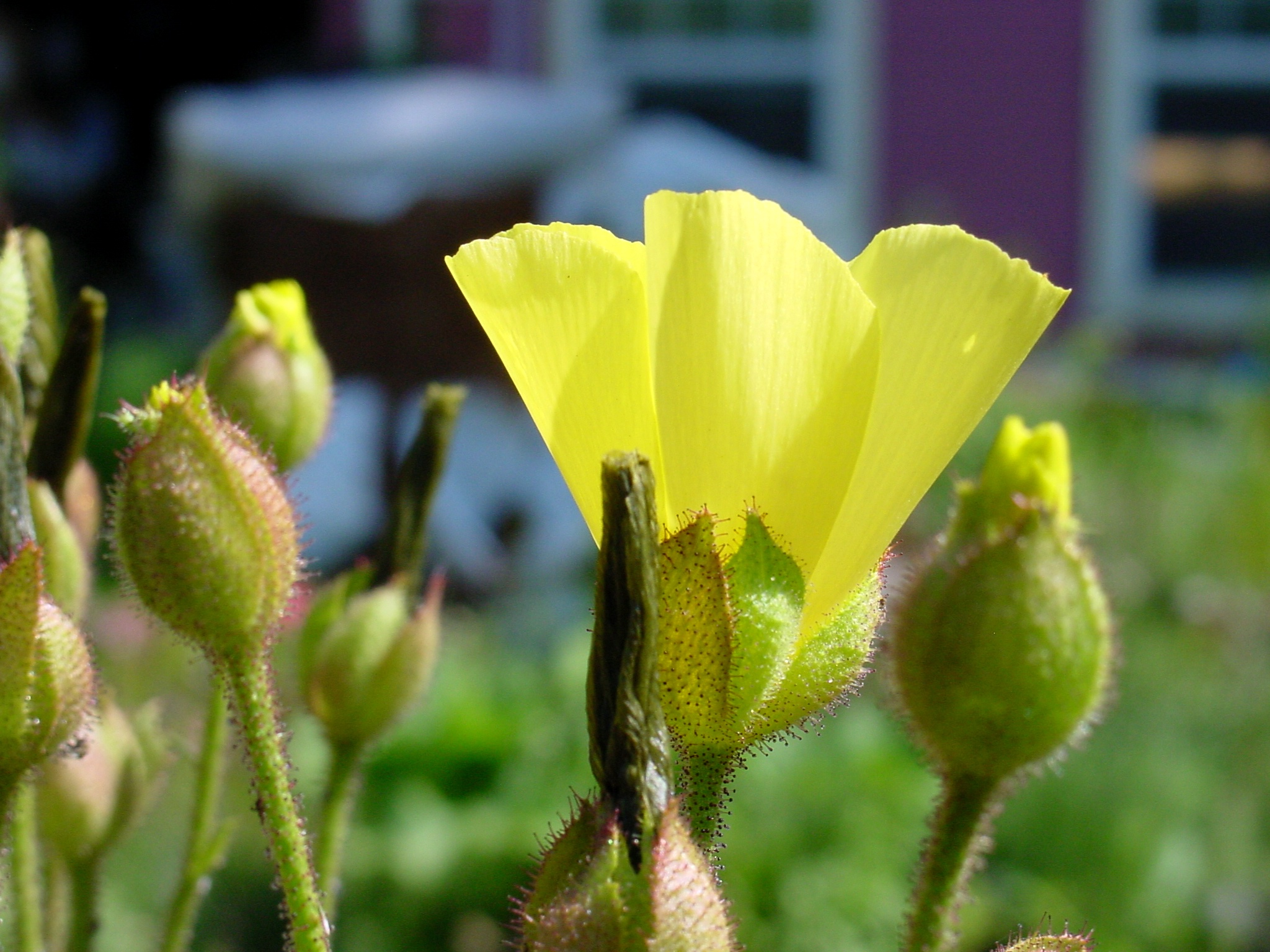
露叶毛毡苔的花